# ナベワリ
ナベワリ (学名 : Croomia heterosepala (Baker) Okuyama) は、単子葉植物ビャクブ科 (Stemonaceae) に属する植物で、森林にはえる多年生草本である。

## 特徴
ナベワリは全体に柔らかい草で、地下茎は横に這い、所々から茎を地上に出す。茎は高さ30-60cm位になり、真っすぐ立ち上がって中程からやや傾く。節ごとに一枚ずつ、数枚の葉をつける。葉はハート形に近い楕円形で、短い葉柄がある。葉は柔らかく、しわがよっていて、縦に数本の脈が走る。
花は4-5月ごろに出る。葉の付け根から出て、細い柄があって垂れ下がるので、ちょうど葉の下に隠れるようにつく。花びらは四枚、二枚ずつ対生して内外の二列になる。単子葉植物としては珍しい造りである。花びらは楕円形、緑色で、ほぼ水平に開く。外側の一枚だけが特に大きいので、妙に不対称な変わった花形になる。雄しべ雌しべは中央に集まって突き出る。

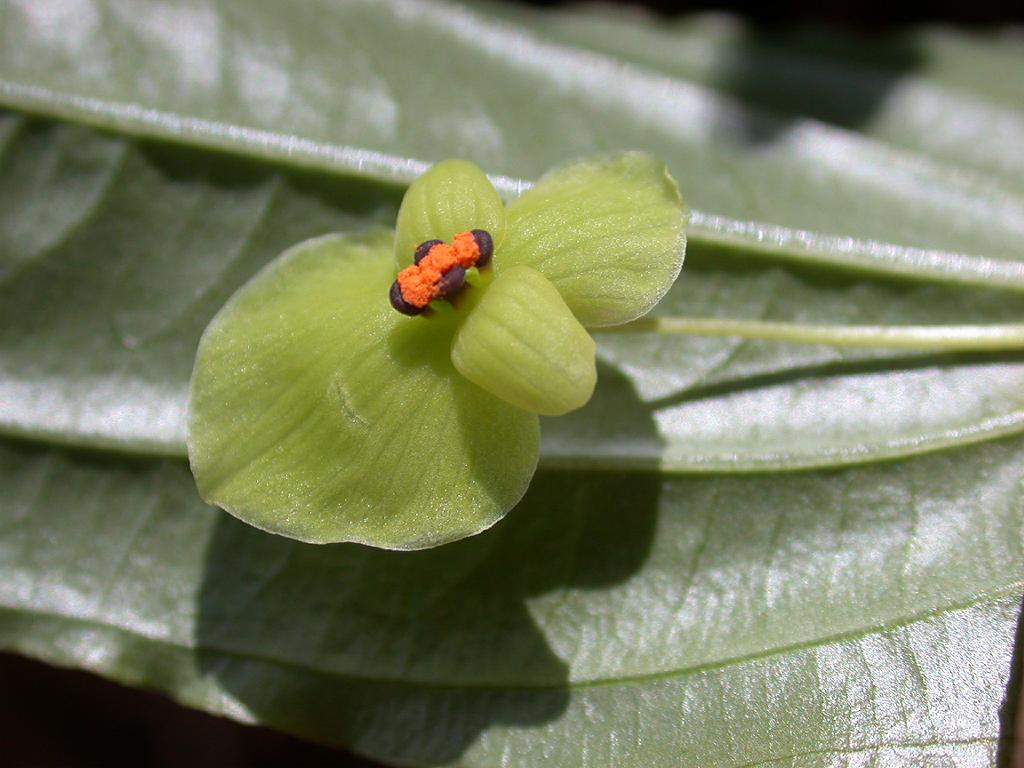
ナベワリの花

本州（関東以南）から九州で比較的暖かい地域に多い。森林の下に生える。
名前の由来は「舐め割り」の変化したものであると言う。葉に毒があるので、舐めると舌が割れるという伝承によるものとされる。

## 近縁種
外見的には、シオデにやや似ている。分類上の縁は薄い。
本当の近縁種としては同属にはヒメナベワリ (C. japonica Miq.) があり、本属の日本産の種はこの併せて2種とされてきた。この種は、植物そのものはむしろやや大きいが、花は小さく、花びらが反り返る。本州（中国地方）、四国、九州から奄美群島に分布。しかし21世紀に入って本属にはさらに3種の新種が国内で発見された。そのうちコバナナベワリ C. aitoana 、ヒュウガナベワリ C. hygaensis の2種はヒメナベワリに似たものである。もう1種、シコクナベワリ　Croomia kinoshitae は本種に似たもので、花被片4枚がほぼ同型同大である点が大きく異なる。
なお、属としては他に北アメリカ東部に一種がある。東アジアと北アメリカ東岸の隔離分布の一例である。